# Oncideres multicincta
Oncideres multicincta är en skalbaggsart som beskrevs av Dillon 1946. Oncideres multicincta ingår i släktet Oncideres och familjen långhorningar. Inga underarter finns listade i Catalogue of Life.